# The Immortal (computerspel)
The Immortal (Japans: ウイザード オブ イモータル; Uizādo obu Imōtaru) is een computerspel dat werd ontwikkeld door Sandcastle en uitgebracht door Electronic Arts. Het spel kwam in 1990 uit voor de Commodore Amiga, Apple, Atari en Nintendo Entertainment System. Later volgde ook ports naar andere platforms. De plot draait om een tovenaar die zijn mentor probeert te redden in een doolhof vol gevaren. Het spel bevat zeven of acht levels afhankelijk van de versie van het spel. De speler moet items verzamelen, puzzels oplossen, spreuken doen en vechten. Het spel kan met het toetsenbord of een joystick bediend worden.

## Personages
| Naam             | Omschrijving |
| ---------------- | --- |
| Held zonder naam | personage dat op zoek is naar zijn mentor. Hij kan spreuken doen en zwaardvechten.                                                                            |
| Mordamir         | de meester van de held die in het doolhof zou zitten. |
| Dunric           | ander personage dat er ook op uit wordt gestuurd om Mordamir te redden. Dunric wordt gemarteld door trollen. Hij helpt de speler maar zal erbij sterven.      |
| Ana              | Dunrics dochter die de held helpt gedurende het spel. |
| Ulindor          | een man met de opdracht de held te beschermen. |
| The Goblin King  | lijkt boosaardig, maar als de speler hem helpt zal hij in latere levels de speler helpen. Gaat dood maar komt op een mysterieuze manier later weer tot leven. |
| The Norlac       | watermonster dat de sluispoort bewaakt. |
| The Dragon       | eindbaas van het laatste level. |

## Platforms
| Jaar | Platform                         |
| ---- | -------------------------------- |
| 1990 | Amiga, Apple IIgs, Atari ST, NES |
| 1991 | DOS, Sega Mega Drive             |

## Ontvangst
| Beoordeeld door                       | Platform        | Datum           | Score |
| ------------------------------------- | --------------- | --------------- | ----- |
| The One for Amiga Games               | Amiga           | oktober 1991    | 100%  |
| Datormagazin                          | Amiga           | november 1990   | 90%   |
| Jeuxvideo.com                         | Sega Mega Drive | 30 oktober 2012 | 90%   |
| The One                               | Amiga           | oktober 1990    | 90%   |
| 1UP!                                  | Sega Mega Drive | 27 juli 2007    | 83%   |
| Australian Commodore and Amiga Review | Amiga           | januari 1991    | 82%   |
| Amiga Format                          | Amiga           | augustus 1993   | 82%   |
| Sega-16.com                           | Sega Mega Drive | 24 januari 2008 | 80%   |
| Power Play                            | Atari ST        | december 1990   | 76%   |
| Power Play                            | DOS             | december 1991   | 76%   |